# Неверкинский сельсовет
Неверкинский сельсовет — сельское поселение в Неверкинском районе Пензенской области Российской Федерации.
Административный центр — село Неверкино.

## История
Статус и границы сельского поселения установлены Законом Пензенской области от 2 ноября 2004 года № 690-ЗПО «О границах муниципальных образований Пензенской области».

## Население
| 2010  | 2012  | 2013  | 2014  | 2015  | 2016  | 2017  |
| ----- | ----- | ----- | ----- | ----- | ----- | ----- |
| 4899  | ↘4846 | ↗4882 | ↘4746 | ↘4685 | ↘4603 | ↘4555 |
| 2018  | 2021  |       |       |       |       |       |
| ↘4484 | ↗4698 |       |       |       |       |       |

## Состав сельского поселения
| № | Населённый пункт | Тип населённого пункта       | Население |
| - | ---------------- | ---------------------------- | --------- |
| 1 | Алёшкино         | село                         | ↗393      |
| 2 | Дмитриевка       | село                         | ↗27       |
| 3 | Неверкино        | село, административный центр | ↘4266     |
| 4 | Черталей         | село                         | ↘108      |